# Gowd-e Ḩowẕ
Gowd-e Ḩowẕ (persiska: گود حوض) är en ort i Iran.   Den ligger i provinsen Kerman, i den sydöstra delen av landet, 900 km sydost om huvudstaden Teheran. Gowd-e Ḩowẕ ligger 2 172 meter över havet och antalet invånare är 120.
Terrängen runt Gowd-e Ḩowẕ är huvudsakligen kuperad, men söderut är den bergig.Runt Gowd-e Ḩowẕ är det glesbefolkat, med 12 invånare per kvadratkilometer. Närmaste större samhälle är Ţorang, 19,8 km norr om Gowd-e Ḩowẕ. Omgivningarna runt Gowd-e Ḩowẕ är i huvudsak ett öppet busklandskap.